# Jerzy Brzęczek
Jerzy Józef Brzęczek (uitspraak: [ˈjɛʐɨ ˈbʐɛ̃t͡ʂɛk], ong. jezji bzjengtjek) (Truskolasy, 18 maart 1971) is een voormalig profvoetballer uit Polen die als verdediger en middenvelder speelde gedurende zijn carrière. Brzęczek is de huidige trainer van Polen –21. Hij sloot zijn actieve loopbaan in 2009 af bij Polonia Bytom. Brzęczek is de oom van Jakub Błaszczykowski.

## Clubcarrière
Brzęczek speelde acht seizoenen in Polen, tot hij 1995 vertrok naar Oostenrijk, waar hij bij verschillende clubs speelde. In 2007 keerde hij terug in Polen.

## Interlandcarrière
Brzęczek kwam 42 keer uit voor de nationale ploeg van Polen in de periode 1992–1999, en scoorde viermaal voor zijn vaderland. Hij maakte zijn debuut op 19 mei 1992 in de vriendschappelijke uitwedstrijd tegen Oostenrijk (2-4). Hij werd in dat duel na 66 minuten vervangen door Leszek Pisz.
In datzelfde jaar won Brzęczek met Polen de zilveren medaille bij de Olympische Spelen in Barcelona. Hij stond in alle zes duels in de basisopstelling en fungeerde als aanvoerder van bondscoach Janusz Wójcik. Nadien droeg hij zestien keer de aanvoerdersband van Polen.
| Interlanddoelpunten | Interlanddoelpunten | Interlanddoelpunten      | Interlanddoelpunten | Interlanddoelpunten | Interlanddoelpunten | Interlanddoelpunten |
| №                   | Datum               | Locatie                  | Tegenstander        | Score               | Uitslag             | Wedstrijd           |
| ------------------- | ------------------- | ------------------------ | ------------------- | ------------------- | ------------------- | ------------------- |
| 1                   | 17.03.1993          | Ribeirao Preto, Brazilië | Brazilië            | 0 – 1               | 2 – 2               | Vriendschappelijk   |
| 2                   | 17.05.1994          | Katowice, Polen          | Oostenrijk          | 2 – 2               | 3 – 4               | Vriendschappelijk   |
| 3                   | 10.10.1998          | Warschau, Polen          | Luxemburg           | 1 – 0               | 3 – 0               | EK-kwalificatie     |
| 4                   | 27.03.1999          | Londen, Groot-Brittannië | Engeland            | 2 – 1               | 3 – 1               | EK-kwalificatie     |

## Trainerscarrière
Brzęczek begon zijn carrière als trainer bij de club waar hij begon als voetballer, namelijk bij Raków Częstochowa van 2010 tot en met 2014. Vervolgens ging Brzęczek eind 2014 Lechia Gdańsk trainen waar hij tot eind 2015 bleef. Eind september 2015, werd Brzęczek aangesteld als nieuwe coach van GKS Katowice, na een verloren wedstrijd tegen MKS Kluczbork op 20 mei 2017, betekende dit dat Katowice niet meer kon promoveren naar de Ekstraklasa, waarna Brzęczek opstapte. In juli 2017 werd hij de nieuwe coach van Wisła Płock. 
Op 2 juli 2018, werd Brzęczek aangesteld door Zbigniew Boniek als bondscoach van Polen, hiermee volgde hij Adam Nawałka op kort na het WK 2018. Ondanks dat Brzęczek met Polen wist te kwalificeren voor het EK 2020, werd hij toch vervangen door Paulo Sousa.
14 februari 2022, tekende Brzęczek bij Wisła Kraków. Dat seizoen degradeerde Wisła uit de Ekstraklasa naar de I liga. Kort nadat het nieuwe seizoen van de I liga begon, vertrok Brzęczek.
Op 8 augustus 2025, werd Brzęczek aangekondigd als de nieuwe trainer van Polen –21.

## Erelijst
Als speler
 Lech Poznań
- Pools landskampioen

1993
 FC Tirol Innsbruck
- Oostenrijks landskampioen

2001, 2002
 Polen
- Olympische Spelen

Barcelona 1992 →  zilveren medaille
Individueel als trainer
- Ekstraklasa trainer van de maand: september 2017, december 2017, april 2018